# Owca w Wielkim Mieście
Owca w Wielkim Mieście (ang. Sheep in the Big City, 2000-2002) – amerykański serial animowany emitowany w Polsce na kanale Cartoon Network. Twórcą serialu jest Mo Willems. Premiera polska – 3 września 2001; premiera światowa – 4 listopada 2000. W grudniu 2003 roku serial zakończył swoją emisję w Polsce. 10 listopada 2007 rozpoczęła się emisja serialu na kanale Boomerang. Emitowane są odcinki 1-25.
Serial opowiada o życiu barana o imieniu Owca, pochodzącego z farmy Farmera Jana. Jednak ścigany przez Tajną Organizację Militarną, dowodzoną przez Generała Konkretnego, pragnącego wykorzystać Owcę jako napęd Działa Napędzanego Owcą, Owca zmuszony jest uciekać z farmy i zamieszkać w Wielkim Mieście.
Każdy odcinek składa się z trzech części, rozdzielonych reklamami fikcyjnych produktów, najczęściej firmy Oksymoron, a kończony jest stand-upem Gadającego Szweda. 

## Bohaterowie

### Główni bohaterowie
- Owca – główny bohater. Jest baranem pochodzącą z farmy Farmera Jana. Uciekł z niej i zamieszkał w Wielkim Mieście. Jest ścigany przez Tajną Organizację Militarną.
- Ben Wątek (ang. Ben Plotz) – młody człowiek, narrator serialu. Ma jasną cerę i blond kręcone włosy. Jest często pokazywany w swoim studiu nagraniowym.
- Generał Konkretny (ang. General Specific) – główny zły charakter, dowódca Tajnej Organizacji Militarnej.
- Szeregowy Równoległy (ang. Private Public) – prawa ręka Generała Konkretnego.
- Wściekły Naukowiec (ang. The Angry Scientist) – naukowiec z Tajnej Organizacji Militarnej. Często błędnie nazywany Szalonym Naukowcem, co doprowadza go do szału.
- Pani Szmal-Bogacka (ang. Lady Richington) – milionerka z Wielkiego Miasta. Nienawidzi owiec. Nosi stalową perukę, którą niejednokrotnie tłucze Owcę.
- Słonko (ang. Swanky the Poodle) – pudel Pani Szmal-Bogackiej, Owca jest w niej zakochany.
- Farmer Jan (ang. Farmer John) – właściciel farmy z której uciekł Owca, pragnie jego powrotu. W jednym z odcinków wychodzi na jaw, że Farmer to skrót od jego pełnego imienia, Faraon Mer, a Jan to nazwisko.
- Lisa Dzierżawa (ang. Lisa Rental) – mała dziewczynka, mieszkająca w Wielkim Mieście. Nazywa Owcę „Psiaćkiem” i chce bardzo mocno mieć go na własność. Ma niebieskie włosy, jasnogranatową cerę i nosi różową bluzkę.

### Bohaterowie drugoplanowi
- Doktor Oh Nie Nie Nie (ang. Doctor Oh No No No) – parodia Doktora No
- Bracia Sombrero
- Pani Meduz-Pożeracka (ang. Lady Medusington) – parodia Pani Szmal-Bogackiej i Meduzy, żyje w starożytnej Grecji.
- Generał Li-Skandaliczny (ang. General Lee Outrageous) – kuzyn Generała Konkretnego, stereotyp człowieka z lat osiemdziesiątych. Wygląda podobnie jak Generał Konkretny, ale ma złote ubranie, złoty ząb i zielone włosy. Jest w posiadaniu Działa Napędzanego Kozą.
- Major Żenada
- Kapral Zdziewny

## Wersja polska
Opracowanie i udźwiękowienie wersji polskiej: Studio Sonica

Reżyseria: Jerzy Dominik

Dialogi: Barbara Robaczewska

Dźwięk i montaż:
- Jacek Osławski (odc. 1-10, 15-20),
- Błażej Domański (odc. 11-13),
- Ilona Czech-Kłoczewska (odc. 23),
- Marzena Tomaszewska (odc. 24-25)

Organizacja produkcji: Elżbieta Kręciejewska

Wystąpili:
- Janusz Wituch –
  - Narrator,
  - Wielki Szkot
- Jacek Bursztynowicz – Generał Konkretny
- Jacek Kopczyński –
  - Szeregowy Równoległy,
  - John – Komentator 2 (odc. 2),
  - Dostarczyciel pizzy (odc. 4)
- Jerzy Słonka – Wściekły Naukowiec
- Jolanta Wołłejko – Pani Szmal-Bogacka
- Paweł Szczesny –
  - Farmer Jan,
  - Hycel Jim (odc. 14),
  - Skąpiec McSkąpiec (odc. 17)
- Zbigniew Suszyński –
  - Victor - facet reklamujący produkty Oksymorona,
  - Strażak (odc. 24)
- Jarosław Boberek –
  - Gadający Szwed,
  - Totalnie Mocarny Gość,
  - Sędzia (odc. 12),
  - Harry – facet z reklam Oksymorona (odc. 16-17),
  - Jim – Komentator 1 (odc. 18, 25),
  - Policjant (odc. 24)
- Wojciech Machnicki –
  - Czytacz,
  - Hektor Sombrero,
  - Błazen,
  - Ciach Swójwłos (odc. 23)
- Tomasz Bednarek –
  - Bill Sombrero,
  - Bodzio / Kumpel,
  - Jakiś Facet (odc. 1, 20),
  - Magiczna pizza (odc. 4),
  - Quay Qualitet (odc. 17),
  - Księgowy Irek (odc. 17),
  - Harry – facet z reklam Oksymorona” (odc. 24, 26)
- Krystyna Kozanecka –
  - Mała Liza Dzierżawa,
  - Super Chłopiec / Cudowny Chłopiec (odc. 10),
  - Doktor Klisza (odc. 24)
- Jacek Kawalec –
  - Franek van Moda (odc. 7)
  - Klient (odc. 9)
- Marek Frąckowiak –
  - Generał Równoległy – Ojciec Szeregowego Równoległego (odc. 20),
  - Harold „H” (odc. 21),
  - Major Destruktor (odc. 24)
- Wojciech Paszkowski –
  - Darek,
  - Gadający Norweg (odc. 19),
  - Major Panika (odc. 24)
- Włodzimierz Bednarski –
  - Doktor Och Nie Nie Nie (odc. 21),
  - Skąpiec McSkąpiec (odc. 23)
- Tomasz Marzecki –
  - Generał Lee Skandaliczny (odc. 11, 19),
  - Textas Texan Tex (odc. 13),
  - Burmistrz (odc. 18)
- Andrzej Blumenfeld – Sam (odc. 3)
- Leopold Matuszczak – Sułtan Szwungu (odc. 3)
- Katarzyna Tatarak –
  - Sandra,
  - Mama Małej Lizy Dzierżawy (odc. 6)
- Mieczysław Morański –
  - Chlebek z szynką (galantyną),
  - Hrabia Liczjuż / Terazlicz,
  - Rapujący Krewet,
  - Lesio Waleń (odc. 1, 6),
  - Dżyngis Chan (odc. 9, 20),
  - Księgowy Irek (odc. 9),
  - Skąpiec McSkąpiec (odc. 12),
  - Wredny głos Owcy (odc. 13),
  - Komentator wyścigów (odc. 14, 17),
  - Heniek Redaktor (odc. 18),
  - Trombo Krijos (odc. 21),
  - Trener Puchatych Króliczków (odc. 25)
- Krzysztof Zakrzewski –
  - Jim – Komentator 1 (odc. 2),
  - Heniek Redaktor (odc. 3),
  - Harry – facet z reklam Oksymorona (odc. 4)
- Janusz Bukowski –
  - Ofert van Obniżka (odc. 6),
  - Heniek Redaktor (odc. 12),
  - Lektor w filmie wyborczym Generała Konkretnego (odc. 18)
- Dariusz Błażejewski – Graczu McGracz Gracz
- Elżbieta Bednarek –
  - Reporterka Becia,
  - Super Chłopiec / Cudowny Chłopiec (odc. 16, 23)
- Izabela Dąbrowska –
  - Komputerka,
  - Pani Shmit Robertson Johnson – gospodyni domowa z reklam Oxymorona,
  - Wandzia
- Artur Kaczmarski –
  - Szeregowy Luźny (odc. 11, 19),
  - Ksiądz (odc. 13),
  - John – Komentator 2 (odc. 18, 25),
  - Major Głąb (odc. 24)
- Marek Robaczewski – Kurier (odc. 17)
- Anna Apostolakis – Sandra (odc. 26)

i inni
Lektor: Jerzy Dominik
Kierownictwo muzyczne: Marek Krejzler (odc. 15, 17, 19-20, 23, 25)

Teksty piosenek: Marek Robaczewski (odc. 15, 17, 19-20, 23, 25)

Śpiewali:
- Mieczysław Morański, Krystyna Kozanecka, Ilona Czech-Kłoczewska i Anna Apostolakis (odc. 15),
- Anna Apostolakis, Ilona Czech i Marek Robaczewski (odc. 17),
- Mieczysław Morański, Krzysztof Pietrzak i Wojciech Paszkowski (odc. 19),
- Anna Apostolakis i Krzysztof Pietrzak (odc. 20),
- Wojciech Machnicki i Krzysztof Pietrzak (odc. 23),
- Tomasz Bednarek (odc. 25)

## Spis odcinków
| Nr               | Polski tytuł                                           | Angielski tytuł                                 |
| ---------------- | ------------------------------------------------------ | ----------------------------------------------- |
|                  |                                                        |                                                 |
| ODCINEK PILOTOWY |                                                        |                                                 |
|                  |                                                        |                                                 |
| 00               | Część 1: Początki                                      | Chapter 1: In The Baaa-ginning                  |
| 00               | Część 2: Ucieczka Owcy                                 | Chapter 2: Sheep on the Lam                     |
| 00               | Część 3: Kiedy znów zabeczymy                          | Chapter 3: So We Bleat Again                    |
|                  |                                                        |                                                 |
| SERIA PIERWSZA   |                                                        |                                                 |
|                  |                                                        |                                                 |
| 01               | Część 1: Cicho beczące serce me                        | Chapter 1: Be Still My Bleating Heart!          |
| 01               | Część 2: Jagnięca miłość                               | Chapter 2: Mutton But Love!                     |
| 01               | Część 3: Będziesz moją wełną?                          | Chapter 3: Wool You Be Mine?                    |
|                  |                                                        |                                                 |
| 02               | Część 1: To były bycze dni!                            | Chapter 1: They Were The Baaa-st Of Times!      |
| 02               | Część 2: Beczeć, albo nie beczeć                       | Chapter 2: To Bleat or Not To Bleat!            |
| 02               | Część 3: Owca wie, czego chce                          | Chapter 3: iLamb What iLamb!                    |
|                  |                                                        |                                                 |
| 03               | Część 1: Zabeczeć w taką noc nie grzech                | Chapter 1: It’s a Dis-Graze!                    |
| 03               | Część 2: Ej, przeleciał ptaszek brylantowy lasek       | Chapter 2: Ewe Fleece in the Sky with Diamonds! |
| 03               | Część 3: Owca na balu                                  | Chapter 3: Belle of the Baaaah!                 |
|                  |                                                        |                                                 |
| 04               | Część 1: Będą jakieś zmiany?                           | Chapter 1: Wool Ewe Ever Change?                |
| 04               | Część 2: Zaraz Cię przeczeszę Baranie!                 | Chapter 2: Angora Get You, Sucker!              |
| 04               | Część 3: Owczy pęd do miłości                          | Chapter 3: Going Off the Sheep End!             |
|                  |                                                        |                                                 |
| 05               | Część 1: Bez Ciebie nie mogę żyć                       | Chapter 1: Can’t Live Without Ewe!              |
| 05               | Część 2: Pozwólcie mi skończyć!                        | Chapter 2: Wool You Let Me Finish?              |
| 05               | Część 3: Nigdy owcześniej tego nie słyszałem           | Chapter 3: I Never Herd of Such a Thing!        |
|                  |                                                        |                                                 |
| 06               | Część 1: Wśród owczej ciszy                            | Chapter 1: ’Tis the Sheep-Son to be Jolly!      |
| 06               | Część 2: Powrót syna wełnotrawnego                     | Chapter 2: Home for the Baaa-lidays!            |
| 06               | Część 3: Wielki owczy                                  | Chapter 3: Behave or You Won’t Get Mutton!      |
|                  |                                                        |                                                 |
| 07               | Część 1: Chłopaki nie płaczą                           | Chapter 1: Bosom Baaa-dies!                     |
| 07               | Część 2: Rosół z kołtunami                             | Chapter 2: They’ll Flock To See Ya!             |
| 07               | Część 3: Oscypki sławy                                 | Chapter 3: 15 Muttons Of Fame!                  |
|                  |                                                        |                                                 |
| 08               | Część 1: Lot bomb, Owca                                | Chapter 1: Don’t Flock the Boat!                |
| 08               | Część 2: Beczące czterdziestki                         | Chapter 2: Flying by the Bleat of Your Pants!   |
| 08               | Część 3: Pozwełnienie na broń                          | Chapter 3: The Agony of De-Bleat!               |
|                  |                                                        |                                                 |
| 09               | Część 1: Owczy pęd w czasie                            | Chapter 1: Baaa-ck In Time!                     |
| 09               | Część 2: Już tak wiele beknięć minęło                  | Chapter 2: It was Many Shears Ago!              |
| 09               | Część 3: Bee-hikuł czasu                               | Chapter 3: Turning the Flock Ahead!             |
|                  |                                                        |                                                 |
| 10               | Część 1: Nie jest Owcy lepiej                          | Chapter 1: Ain’t Mutton Better!                 |
| 10               | Część 2: Miło usłyszeć Twoje beczenie                  | Chapter 2: Fleeced to Meet You!                 |
| 10               | Część 3: Zowczysz to co musisz zowczyć                 | Chapter 3: You Hoof to do What You Hoof to do!  |
|                  |                                                        |                                                 |
| 11               | Część 1: Stado                                         | Chapter 1: The Bleat-nik Club!                  |
| 11               | Część 2: Ostrzyżyny gwiazdy                            | Chapter 2: A Star is Shorn!                     |
| 11               | Część 3: Sfilcowana kariera                            | Chapter 3: Wool He Make it?                     |
|                  |                                                        |                                                 |
| 12               | Część 1: Dowód tożsam-owczości                         | Chapter 1: Mistaken Identi-Sheep!               |
| 12               | Część 2: Bierz nogi za paszę i wiej                    | Chapter 2: Take the Mutton and Run!             |
| 12               | Część 3: To nie ja byłam Owcą                          | Chapter 3: It Wasn’t Me… Was it Ewe?            |
|                  |                                                        |                                                 |
| 13               | Część 1: Jagnięcie sezonowe                            | Chapter 1: A Lamb for all Seasons!              |
| 13               | Część 2: Czy to Owca, czy to sen?                      | Chapter 2: To Sheep, Perchance to Dream!        |
| 13               | Część 3: Jakaś gra słów na Owczy temat                 | Chapter 3: Some Pun on the Word Sheep!          |
|                  |                                                        |                                                 |
| SERIA DRUGA      |                                                        |                                                 |
|                  |                                                        |                                                 |
| 14               | Część 1: Za wełnianymi kratami                         | Chapter 1: Jailhouse Flock!                     |
| 14               | Część 2: Mój kłąb wełny                                | Chapter 2: My Fair Lamby!                       |
| 14               | Część 3: Chciałbym, byś tu przędła                     | Chapter 3: Wish You Were Shear!                 |
|                  |                                                        |                                                 |
| 15               | Część 1: Owczesne czasy: Baraninka                     | Chapter 1: Baah-dern Times: Mutton to Eat       |
| 15               | Część 2: Owca cienko przędzie!                         | Chapter 2: Wool Work For Food!                  |
| 15               | Część 3: Filc szczęścia!                               | Chapter 3: Shear Luck!                          |
|                  |                                                        |                                                 |
| 16               | Część 1: Mam dla Ciebie niespodzianinkę                | Chapter 1: Hoof I got a Surprise for Ewe!       |
| 16               | Część 2: W górę wełna                                  | Chapter 2: Flock up in the Sky!                 |
| 16               | Część 3: Tryk mnie nie zatrzyma                        | Chapter 3: Mutton can Stop me Now!              |
|                  |                                                        |                                                 |
| 17               | Część 1: Nie miałem od Ciebie znaku szycia             | Chapter 1: I Haven’t Herd from You in Ages!     |
| 17               | Część 2: Matko, aleś się zwełnił                       | Chapter 2: My, How Ewe have Changed!            |
| 17               | Część 3: Mogę poryczeć szklankę cukru?                 | Chapter 3: Can I Baah-row a Cup of Sugar?       |
|                  |                                                        |                                                 |
| 18               | Część 1: Owcze prawo, ale prawo                        | Chapter 1: I Fought the Baah and the Baah Won!  |
| 18               | Część 2: Nie pobodzierz systemu                        | Chapter 2: Can’t Bleat the System!              |
| 18               | Część 3: Wełna ludu                                    | Chapter 3: The Wool of the People               |
|                  |                                                        |                                                 |
| 19               | Część 1: Daj się zaprząść do tańca                     | Chapter 1: Put on Your Dancing Ewes!            |
| 19               | Część 2: Zaprzędzenie do zabawy                        | Chapter 2: Party of the Shear!                  |
| 19               | Część 3: Gorące ryki muzyki                            | Chapter 3: Can’t Stop the Bleat!                |
|                  |                                                        |                                                 |
| 20               | Część 1: Samotany Owca                                 | Chapter 1: Lamb-Baa-sted!                       |
| 20               | Część 2: Nie widziałem Cię od łat                      | Chapter 2: I Haven’t Seen You in Shears!        |
| 20               | Część 3: Wełniany tatko                                | Chapter 3: Daddy Shear-est!                     |
|                  |                                                        |                                                 |
| 21               | Część 1: Szyje się tylko dwa razy                      | Chapter 1: Ewe Only Live Twice!                 |
| 21               | Część 2: W służbie Jej wełnianej mości                 | Chapter 2: In Her Majesty’s Sheepy Service!     |
| 21               | Część 3: Wełna to nie wszystko                         | Chapter 3: The Wool Is Not Enough!              |
|                  |                                                        |                                                 |
| 22               |                                                        | Chapter 1: I’m Mutton Without You!              |
| 22               | Chapter 2: It’s a Cashmere-icle!                       |                                                 |
| 22               | Chapter 3: Beauty and the Bleats!                      |                                                 |
|                  |                                                        |                                                 |
| 23               | Część 1: To był bardzo dobry kłak                      | Chapter 1: It was a Very Good Shear!            |
| 23               | Część 2: Oficerowie i kołnierze                        | Chapter 2: An Officer and a Gentle-Lamb!        |
| 23               | Część 3: Wełniana katana                               | Chapter 3: Wool Metal Jacket!                   |
|                  |                                                        |                                                 |
| 24               | Część 1: Wielki puchater                               | Chapter 1: All American Shear-o!                |
| 24               | Część 2: Klęska żywełnowa                              | Chapter 2: Oh, the Ewe-manity!                  |
| 24               | Część 3: Nic nas nie uredykuje                         | Chapter 3: Mutton can Save us Now!              |
|                  |                                                        |                                                 |
| 25               | Część 1: Spokojna twoja łąka                           | Chapter 1: Graze Under Fire!                    |
| 25               | Część 2: Kim jestem?                                   | Chapter 2: Who Lamb I?!                         |
| 25               | Część 3: Kto teraz beknie?                             | Chapter 3: Here Goes Mutton!                    |
|                  |                                                        |                                                 |
| 26               |                                                        | Chapter 1: Baa-hind The Scenes                  |
| 26               | Chapter 2: There’s no Bleat-ness like Show Bleat-ness! |                                                 |
| 26               | Chapter 3: Hey! Put a Flock in it, Bub!                |                                                 |
|                  |                                                        |                                                 |